# Parelacatis pallidus
Parelacatis pallidus is een keversoort uit de familie platsnuitkevers (Salpingidae). De wetenschappelijke naam van de soort werd in 1926 gepubliceerd door Maurice Pic.